# فرودگاه دانویرک
فرودگاه دانویرک (به انگلیسی: Dannevirke Aerodrome) یک فرودگاه خصوصی است که یک باند فرود چمن دارد و طول باند آن ۱۲۰۰ متر است. این فرودگاه در کشور نیوزلند قرار دارد و در ارتفاع ۱۹۴ متری از سطح دریا واقع شده‌است.